# Max Delbrück (kemist)
Max Emil Julius Delbrück, född den 16 juni 1850 i Bergen på Rügen, död den 4 maj 1919 i Berlin, var en tysk lantbrukskemist, bror till Hans och Ernst Delbrück, och farbror till nobelpristagaren Max Delbrück.
Delbrück blev filosofie doktor 1872, var assistent vid Berliner Gewerbeakademie 1872-1873 och vid försöksanstalten i Halle 1873-1874, fick 1874 av Verein der Spiritusfabrikanten i uppdrag att organisera deras försöksanstalt i Berlin, som under hans ledning utvecklades till den i förbindelse med lantbrukshögskolan där stående stora forsknings- och läroanstalten Institut fur Gährungsgewerbe. 
Delbrück blev 1881 lärare och 1882 professor vid nämnda högskola och var 1898-1899 dess rektor. Han intog en ledande ställning inom forskningen på jäsningsvetenskapens område och hade stort inflytande på jäsningsteknikens utveckling. Han utarbetade under krigsavspärrningen en metod för massframställning av jäst till utfodringsändamål och medverkade även vid potatistorkningsindustrins utveckling. Han var ledamot av Lantbruksakademien (1909).
Bland hans skrifter märks Handbuch der Spiritusfabrikation (tillsammans med Max Maercker; 9:e upplagan 1908), Hefe, Gärung und Fäulnis (tillsammans med Adam Schrohe; 1904), System der natürlichen Hefereinzucht (jämte Franz Schoenfeld; 1895). Delbrück redigerade "Zeitschrift für Spiritusindustrie".